# John Nelson (simmare)
John Maurer Nelson, född 8 juni 1948 i Chicago, är en amerikansk före detta simmare.
Nelson blev olympisk guldmedaljör på 4 x 200 meter frisim vid sommarspelen 1968 i Mexico City.